# Private Worlds
Private Worlds is een Amerikaanse dramafilm uit 1935 onder regie van Gregory La Cava. Destijds werd de film in Nederland uitgebracht onder de titel Uit de wereld van het onbewuste.

## Verhaal
Dokter Jane Everest en dokter Alex MacGregor zijn zorgzame, vooruitstrevende psychiaters in een instelling voor geesteszieken. Hun werk wordt bedreigd door de komst van een conservatief, nieuw diensthoofd.

## Rolverdeling
| Acteur            | Personage               |
| ----------------- | ----------------------- |
| Claudette Colbert | Dr. Jane Everest        |
| Charles Boyer     | Dr. Charles Monet       |
| Joan Bennett      | Sally MacGregor         |
| Helen Vinson      | Claire Monet            |
| Joel McCrea       | Dr. Alex MacGregor      |
| Jean Rouverol     | Carrie Flint            |
| Esther Dale       | Hoofdverpleegster       |
| Guinn Williams    | Jerry                   |
| Dora Clement      | Bertha Hirst            |
| Sam Godfrey       | Tom Hirst               |
| Samuel S. Hinds   | Dr. Arnold              |
| Theodore von Eltz | Dr. Harding             |
| Stanley Andrews   | Dr. Barnes              |
| Maurice Murphy    | Jongen in de auto       |
| Eleanore King     | Verpleegster van Carrie |